# Herb gminy Srokowo
Herb gminy Srokowo – symbol gminy Srokowo.

## Wygląd i symbolika
Herb przedstawia na tarczy w polu białym zielone drzewa, brązowego bobra, żółty kłos zboża, a pod nimi niebieskie linie faliste, symbolizujące wodę.
Historyczny herb Srokowa przedstawiał w tarczy dzielonej słup, po prawej w polu czerwonym srebrną głowę żurawia, po lewej w polu srebrnym czerwoną lilię.